# Scaeva
Scaeva (лат.) — род мух-журчалок из подсемейства Syrphinae.

## Описание
Длина тела от 11 до 15,7 мм. Глаза покрыты волосками. У самцов лоб сильно выпуклый. Лицо с тёмной срединной полосой. Среднеспинка блестяще-чёрная, с боков желтоватая. Щиток полупрозрачный, жёлто-коричневый. Брюшко с полулунными бледно-жёлтыми пятнами.

## Экология и местообитания
Имаго встречаются в лесах и на лугах, где они посещают цветки нескольких семейств растений. Личинки питаются тлями, псиллидами, хермесами и трипсами.

## Классификация
В состав рода включают следующие виды:
- Scaeva albomaculata (Macquart, 1842)
- Scaeva baltica Kuznetzov, 1985
- Scaeva caucasica Kuznetzov, 1985
- Scaeva dignota (Róndani, 1857)
- Scaeva komabensis (Matsumura, 1918)
- Scaeva lagodechiensis Kuznetzov, 1985
- Scaeva latimaculata (Brunetti, 1923)
- Scaeva mecogramma (Bigot, 1860)
- Scaeva opimia (Walker, 1852)
- Scaeva pyrastri (Linnaeus, 1758)
- Scaeva rossica Kuznetzov, 1985
- Scaeva selenitica (Meigen, 1822)

## Распространение
Представители рода встречаются в Палеарктике, на западе Неарктики и в Ориентальной области. Виды, которые включались в род Scaeva, распространённые в Неарктической области, были выделены в 2018 году в самостоятельный род Austroscaeva.